# Parnaíba
För andra betydelser, se Parnaíba (olika betydelser).
Parnaíba är en stad och kommun i nordöstra Brasilien och ligger i delstaten Piauí. Den är delstatens näst största stad och är belägen vid floden med samma namn, nära dess mynning ut i Atlanten. Folkmängden i kommunen uppgår till cirka 150 000 invånare och är därmed den näst största staden i delstaten. Parnaíba är en av fyra kommuner i delstaten som ligger till vid kusten (tillsammans med Ilha Grande, Luís Correia, and Cajueiro da Praia).
Förutom miljön i Parnaíba så har även staden i sig ett historiskt värde för Piauí. I Porto das Barcas Marina finns historiska byggnader som visar Parnaíbas betydelse för delstaten.

## Befolkningsutveckling
| Område     | Areal (km²)   | Invånarantal 1 augusti 2000 | Invånarantal 1 augusti 2010 | Invånarantal 1 juli 2014 |
| ---------- | ------------- | --------------------------- | --------------------------- | ------------------------ |
| Kommun     | 435,57        | 132 282                     | 145 705                     | 149 348                  |
| Centralort | Ingen uppgift | 124 988                     | 137 485                     | Ingen uppgift            |

## Geografisk
Parnaíba ligger vid Parnaíba floden. Den enda stranden i Parnaíba heter Pedra do Sal och är helt perfekt för olika typer av surfing. En annan väldigt populär turistattraktion är Portinho lagunen som kanske kommer försvinna på grund av sanddynerna. Den har en höjd på 5 meter ovanför land i områden i stadskärnan som ligger en bit från kusten. Kommunen tar upp 313 800 av de 775 000 hektar i Delta do Parnaíbas miljöskyddsområde som skapades 1996.

## Turism
Parnaíba deltat ligger mellan delstaterna i Brasilien, Maranhão och Piauí. Deltat är delar upp sig i 5 flodarmar och där finns det hela 73 öar.
Portinho lagunen är en av de vackraste miljöerna i Piauí. Det vackra och blåa vattnet kan anses som grönt vilket påverkas av solljuset. Sanddynerna, de fräscha vattnet och möjligheten att kunna träna på olika typer av vattensporter gör stället väldigt attraktivt.

## Infrastruktur
Parnaíba har en internationell flygplats med en bana som är 2,5 kilometer lång. Flygplatsen administreras av INFRAERO som ansvarar för många av brasiliens flygplatser. Från Parnaíba kan man flyga till Sao Paulo på 3 timmar och 10 minuter. Staden har två köpcentrum med biografer och bowlinghall. Det finns även en teater i staden. Denna staden är en plats där olympiad utspelas och har tennisbanor, basketplaner och bassänger.